# レイテ湾
レイテ湾（英語: Leyte Gulf）は、フィリピン中部ヴィサヤ諸島の太平洋側、レイテ島の真東にある水域で、フィリピン海（太平洋）が入り込んでいる湾である。

## 概要
レイテ湾の北はサマール島に囲まれ、サマール島とその南西のレイテ島とは幅の狭いサン・ファニーコ海峡で分けられている。湾の南はミンダナオ島で、レイテ島とはスリガオ海峡で隔てられている。ディナガット島が湾の南東を部分的に塞いでおり、小さなホモンホン島（1521年、フェルディナンド・マゼランが太平洋を横断したあとで最初に上陸した場所として有名である）が湾の東の入り口にまたがっている。湾の大きさは南北が130km、東西の奥行きは60kmほどである。
1944年10月20日、アメリカ軍がフィリピン奪還の第一歩としてこのレイテ湾に上陸し、また23日にダグラス・マッカーサーがセルヒオ・オスメニャとともに上陸。日本海軍はこれを撃退するべく出撃し、米艦隊との間でレイテ沖海戦（比島沖海戦）が行われたが、日本の艦隊はレイテ湾に到達する事なく反転・敗北した。